# NATO Airborne Early Warning and Control Programme Management Organisation

Wappen der NAPMO

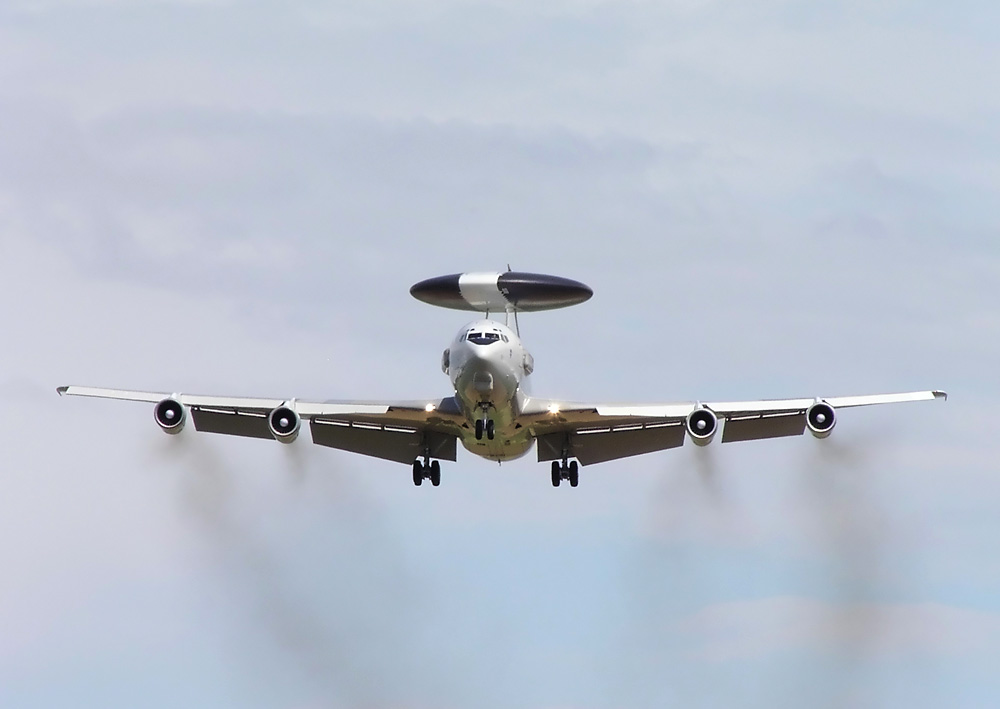
Eine NATO E-3A im Anflug auf den Stützpunkt in Geilenkirchen

Die NATO Airborne Early Warning and Control Programme Management Organisation (NAPMO) ist eine von 15 NATO-Mitgliedstaaten unterstützte Organisation, die für die Planung, Durchführung und Verwaltung des luftgestützten Frühwarn- und Führungsprogramms der NATO (englisch NATO Airborne Early Warning and Control Programme, NAEW&C) verantwortlich ist. Sie ist direkt dem Nordatlantikrat mit Sitz im NATO-Hauptquartier in Brüssel unterstellt.
→ Dieser Artikel enthält zahlreiche Abkürzungen, die im Abschnitt Abkürzungen ausgeschrieben und erläutert werden.

## Auftrag
Die NATO Airborne Early Warning and Control Programme Management Organisation führt im Rahmen der NATO den Auftrag aus, für die Mitgliedstaaten des Programms die Beschaffung, die Ausrüstung und den Betrieb einer Flotte von aktuell 14 Frühwarnflugzeugen des Typs Boeing E-3A (auch NATO E-3A oder NE-3A) zu betreuen. Die Flugzeuge sind mit dem Ortungs- und Führungssystem AWACS ausgestattet.
Außerdem soll die Organisation die Interoperabilität, also die möglichst reibungslose Zusammenarbeit, der luftgestützten Frühwarn- und Überwachungssysteme mit NATO-Radarstellungen am Boden gewährleisten. Dafür stattete der Nordatlantikrat die NAPMO und ihre ausführende Dienststelle, die NATO AEW&C Programme Management Agency (NAPMA, sinngemäß „NATO-Behörde zur Führung des luftgestützten Frühwarnsystems“), mit weitreichenden Befugnissen aus.

## Geschichte
Um 1975 formulierten die drei Oberkommandierenden der NATO (Tri Major NATO Commanders, Tri-MNC) die Anforderung, schnelle und tief fliegende Kampfflugzeuge mit hoher Signaturunterdrückung entdecken zu können. Dies galt vor allem für den Luftraum an der Grenze der NATO-Staaten zu den Staaten des Warschauer Pakts. Die erforderliche Ergänzung der bestehenden Bodenradarabdeckung durch zusätzliche Ortungssysteme veranlasste die militärische Führung der NATO zu dem Beschluss, dass ein luftgestütztes Frühwarnsystem (englisch Airborne Early Warning, AEW) der Schlüssel für diese Erweiterung sei. 13 NATO-Staaten richteten zwecks Durchführung des NATO-AEW&C-Vorhabens einen vorläufigen Planungsstab für das Programm (NATO AEW&C Programme Office, NAPO) im NATO-Hauptquartier ein. Großbritannien zog 1977 ein eigenes nationales Luftraumüberwachungsprogramm vor, erklärte sich jedoch bereit, sich an dem Bodensegment eines NATO-Programms zu beteiligen.

### Planung und Aufbau
Das Leistungsprofil für das zukünftige NAEW&C-System forderte vor allem die Fähigkeit, eindringende Luftziele mit kleinem Querschnitt und hoher Geschwindigkeit, also möglicherweise schwer zu ortende Flugobjekte, auf lange Distanzen zu orten und zu verfolgen. Aufgrund der voraussichtlich möglichen Einsatzgebiete der AEW-Flugzeuge über dem Nordatlantik und dem Mittelmeer, forderte der Planungsstab zusätzlich die Fähigkeit, Seeziele orten zu können.
Die Flugzeuge und Einsatzsysteme, die die NAPO für die Bildung der NAEW&C-Einheiten auswählte, basierten auf dem Airborne Warning and Control System (AWACS) der Luftstreitkräfte der Vereinigten Staaten. Die Mobilität und Flexibilität eines solchen Systems, insbesondere mit Bezug auf die Führungssysteme, sollten der Führung der Luft-, See- und Landstreitkräfte wertvolle zusätzliche Informationen und Fähigkeiten eröffnen. Außerdem sei ein solches Frühwarnsystem aus der Sicht des Planungsstabes der NATO ein unterstützendes Abschreckungsmittel.
Infolge einer von den Verteidigungsministern von 13 NATO-Staaten am 7. Dezember 1978 unterschriebenen Absichtserklärung (Multilateral Memorandum of Understanding, MMOU), beschloss die NATO ein Beschaffungsprogramm (Initial NAEW&C Acquisition Programme, 1978–1988), das folgende Elemente umfasste:
- Die Beschaffung von 18 Flugzeugen des Typs Boeing E-3A sowie drei zu Ausbildungs-/Transportflugzeugen (englisch Trainer/Cargo Aircraft, TCA) modifizierte Passagierflugzeuge des Typs Boeing 707-320C.
- Die Modernisierung von 40 Radarstellungen des NATO Air Defence Ground Environment (NADGE), einem bodengestützten Luftverteidigungsnetzwerk der NATO, das von der NAMSA betreut wird, besonders im Hinblick auf die Interoperabilität mit den AWACS-Flugzeugen.
- Die Einrichtung eines Hauptquartiers für ein NAEW&C Force Command.
- Die Einrichtung eines Hauptstützpunktes (Main Operating Base, MOB) in Geilenkirchen, drei vorgeschobenen Stützpunkten (englisch Forward Operating Base, FOB) in Griechenland, Italien und der Türkei sowie einer vorgeschobenen Einrichtung (Forward Operating Location, FOL) in Norwegen.
- Die in erforderlichem Maße zur Verfügungstellung von grundlegender Logistik, von Training und Personal.

Die Gesamtkosten des Beschaffungsprogramms beliefen sich auf 4,1 Milliarden US-Dollar. Am 8. Dezember 1978 bestätigten die beteiligten Nationen das Statut der NAPMO.
Außerdem legten die teilnehmenden Länder fest, dass die NAPMO das Eigentumsrecht an jeglichen im Namen und als Eigentum von der NATO beschafften Objekten hält und über weitgehende organisatorische, administrative sowie finanzielle Selbstständigkeit innerhalb der NATO verfügt.
Die teilnehmenden Nationen erhielten eine Garantie, dass Beschaffungsleistungen aus dem Teilnehmerland in Höhe von 100 Prozent des eingezahlten Beitrages in Form von direkter oder indirekter Einbindung der jeweiligen nationalen Industrie abgerufen werden. Der Hauptvertragsnehmer Boeing verwaltete die Auftragsvergabe.

### Beschaffungsphase

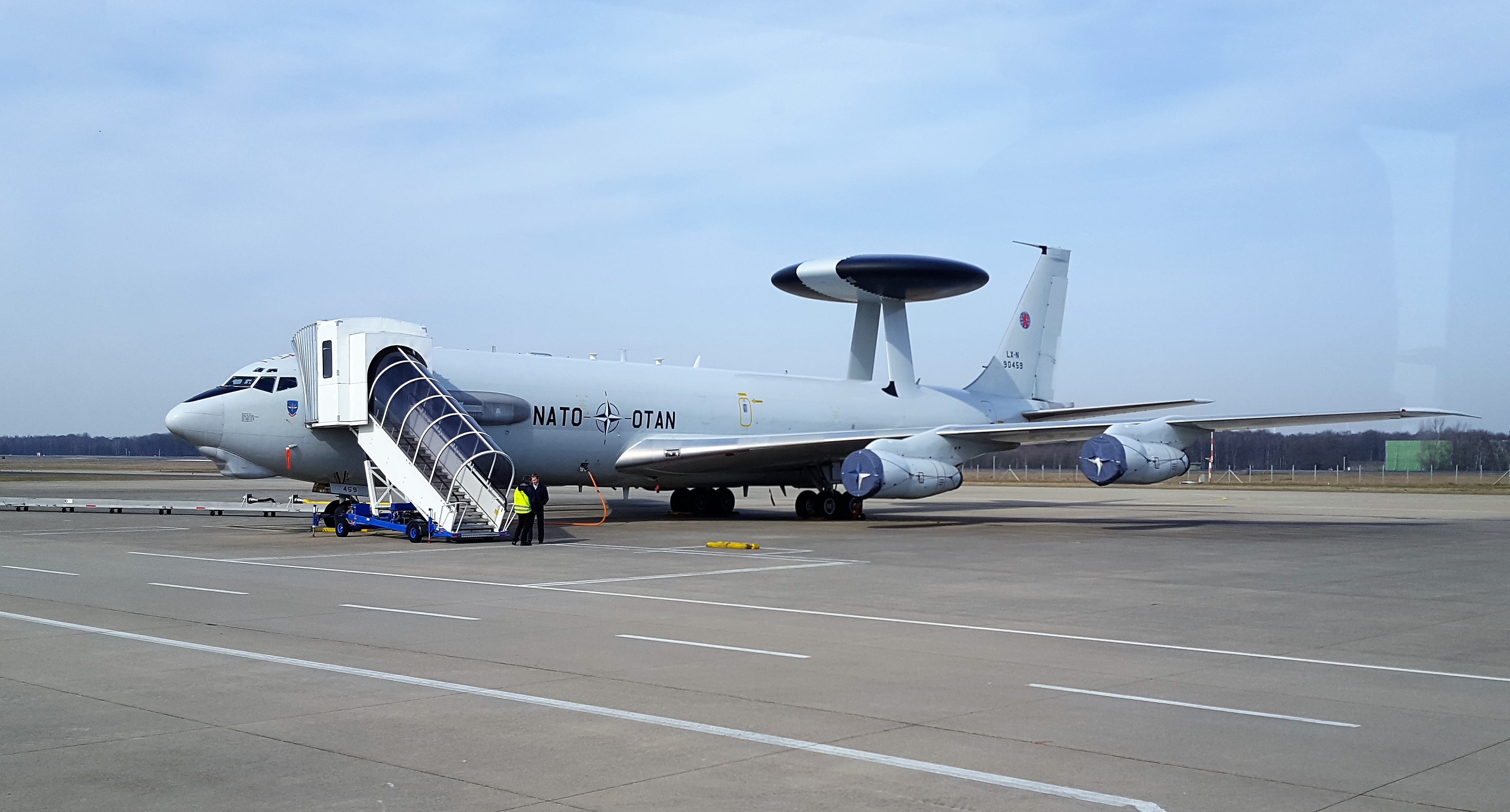
Boeing E-3 in Geilenkirchen

#### Luftsegment
Boeing lieferte zwischen Februar 1982 und Mai 1985 18 NE-3A-Frühwarnflugzeuge aus, womit sie in das Eigentum der NATO, die die Flugzeuge in Luxemburg registrierte, übergingen. Die NATO erweiterte das Initial NAEW&C Acquisition Programme um eine Software-Unterstützungs- und Besatzungstrainingseinrichtung, die der E-3A-Komponente in Geilenkirchen 1987 zur Verfügung gestellt werden konnte. Bereits 1984 waren die drei Ausbildungs-/Transportflugzeuge (TCAs) des Typs Boeing 707 geliefert worden. Die Erweiterung des Programms verursachte zusätzliche Kosten in Höhe von ungefähr 300 Millionen US-Dollar. Nach dem Unfall einer NE-3A in Griechenland im Juli 1996 verfügte das NAEW&C-Programm noch über 20 Flugzeuge (17 NE-3A und 3 TCAs).

#### Bodensegment
Mit der Betreuung der NAMSA stellten die damit beauftragten Rüstungsunternehmen das Bodensegment des NAEW&C-Programms zwischen den Jahren 1978 bis 1988 fertig. Dies bestand vor allem aus der Modernisierung der NADGE-Stellungen im Rahmen des AEW Ground Integration Segment (AEGIS) und kostete mehr als 350 Millionen US-Dollar. In Zusammenarbeit mit dem Unternehmen Hughes Aircraft Systems International wurden die grundlegenden Hardware- und Softwarekomponenten in Kalifornien entwickelt und getestet. Anschließend wählte die NATO jeweils eine Radarstation in Dänemark und der Bundesrepublik Deutschland für die Felderprobung und Lizenzierung aus. Nach der Ausstattung von vier weiteren Stellungen in Italien, Griechenland, Norwegen und der Türkei (AEGIS Initial Operational Capability), wurden in der letzten Phase des Programms alle übrigen Radarstellungen entlang der NATO-Ostgrenze, verlaufend von Norwegen bis in die Türkei, sowie vier weiteren Stellungen in Großbritannien aufgerüstet.

#### Stützpunkte und Vorposten

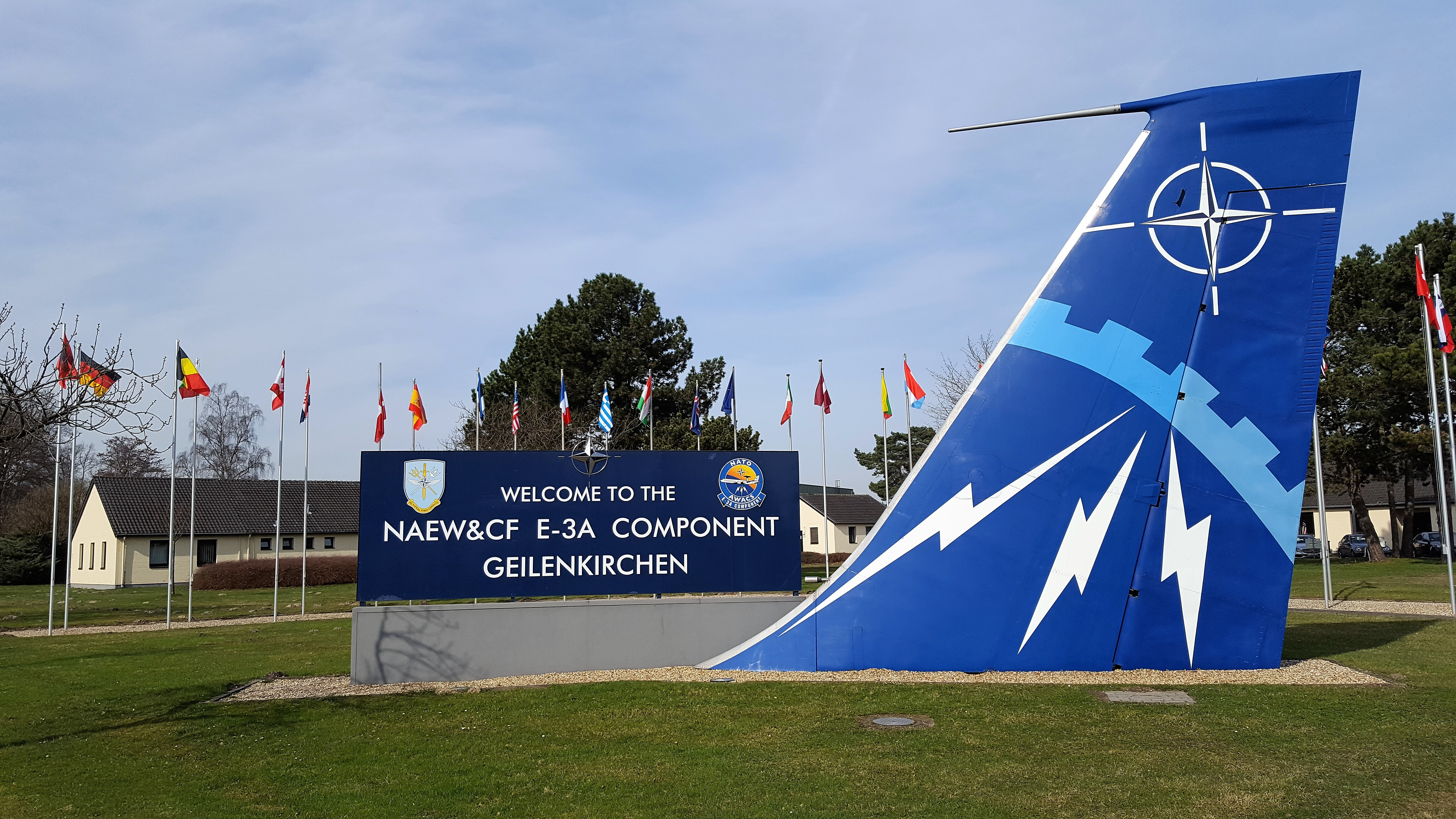
Der Hauptstandort der AWACS-Flotte in Geilenkirchen

Das Programm zur Einrichtung und Aktivierung sowohl des Personals als auch der Hauptstützpunkt (MOB), der vorgeschobenen Stützpunkte (FOB) und der vorgeschobenen Einrichtung (FOL) unterstand der NAMPA. Der Hauptstützpunkt der AEW&C-Flotte in Geilenkirchen, war ab März 1982 teilweise und ab 1985 mit einer Personalstärke von 2.500 Militärangehörigen und Zivilpersonen voll einsatzbereit. Die FOB in Konya (Türkei) und in FOL in Ørland (Norwegen) konnten ab 1983 genutzt werden. Die Stützpunkte in Trapani (Italien) und Preveza (Griechenland; 1995 in Aktion umbenannt) wurden 1986 fertiggestellt. Dieser Teil des Programms kostete 160 Millionen US-Dollar.

### Modernisierungsprogramme des NAEW&C-Programms

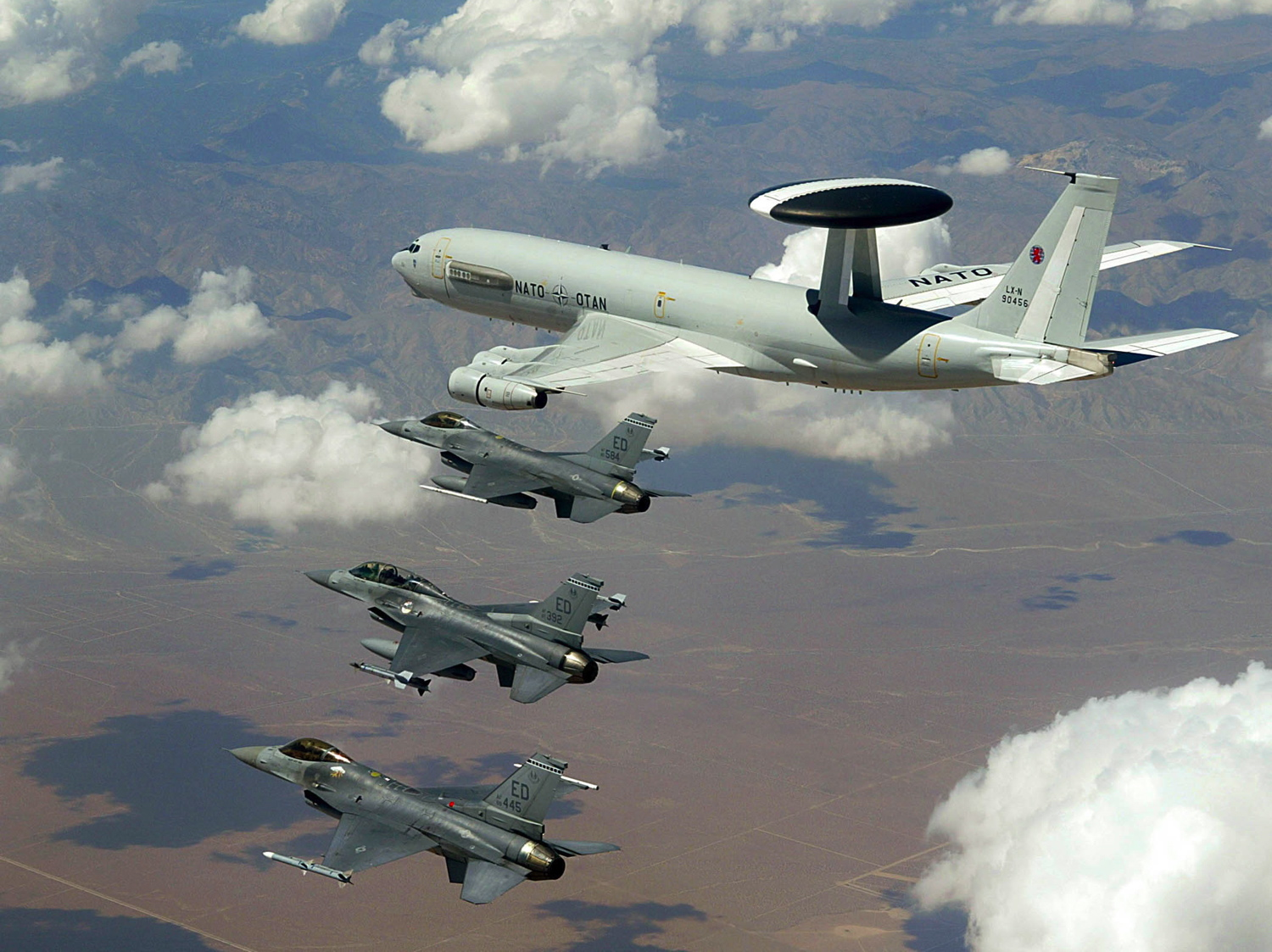
Ein NATO E-3 AWACS im Formationsflug mit drei US-amerikanischen F-16

#### Near-Term Programme (1990–2000)
1988 formulierte der NATO-Militärausschuss den Bedarf einer Kampfwertsteigerung der NE-3A-Flotte, um den operativen Anforderungen in Form verbesserter Kommunikations- und Überwachungsfähigkeiten entgegenzukommen und eine weiterhin effektive Interoperabilität mit den AEW&C-Flotten Frankreichs, Großbritanniens und der Vereinigten Staaten zu gewährleisten. Die NAPMO-Mitgliedstaaten leiteten 1990 ein Modernisierungsprogramm zur schnellstmöglichen Wirkung (englisch Near-Term Programme) ein, dessen Volumen 1,1 Milliarden US-Dollar betrug.
Das Near-Term Programme umfasste folgende Punkte:
- Elektronische Unterstützungsmaßnahmen (englisch Electronic Support Measures, ESM)
- Verschlüsselter UHF-Funk sowie verbesserter Schutz des UHF-Funks gegen Störsender
- ABC-Schutzbekleidung für die Besatzung
- Austausch der monochromen Radarschirme durch Bildschirme mit mehrfarbiger Darstellungstechnik
- Einführung des Datenaustauschstandards Link 16
- Projekt zur Verbesserung des Radarsystems (Radar System Improvement Project, RSIP): Reichweitenerhöhung, verbesserter Schutz vor ECM-Maßnahmen, erhöhte Systemleistung und -verlässlichkeit sowie verbesserte Wartungsfähigkeit.

#### Mid-Term Programme (1997–2008)

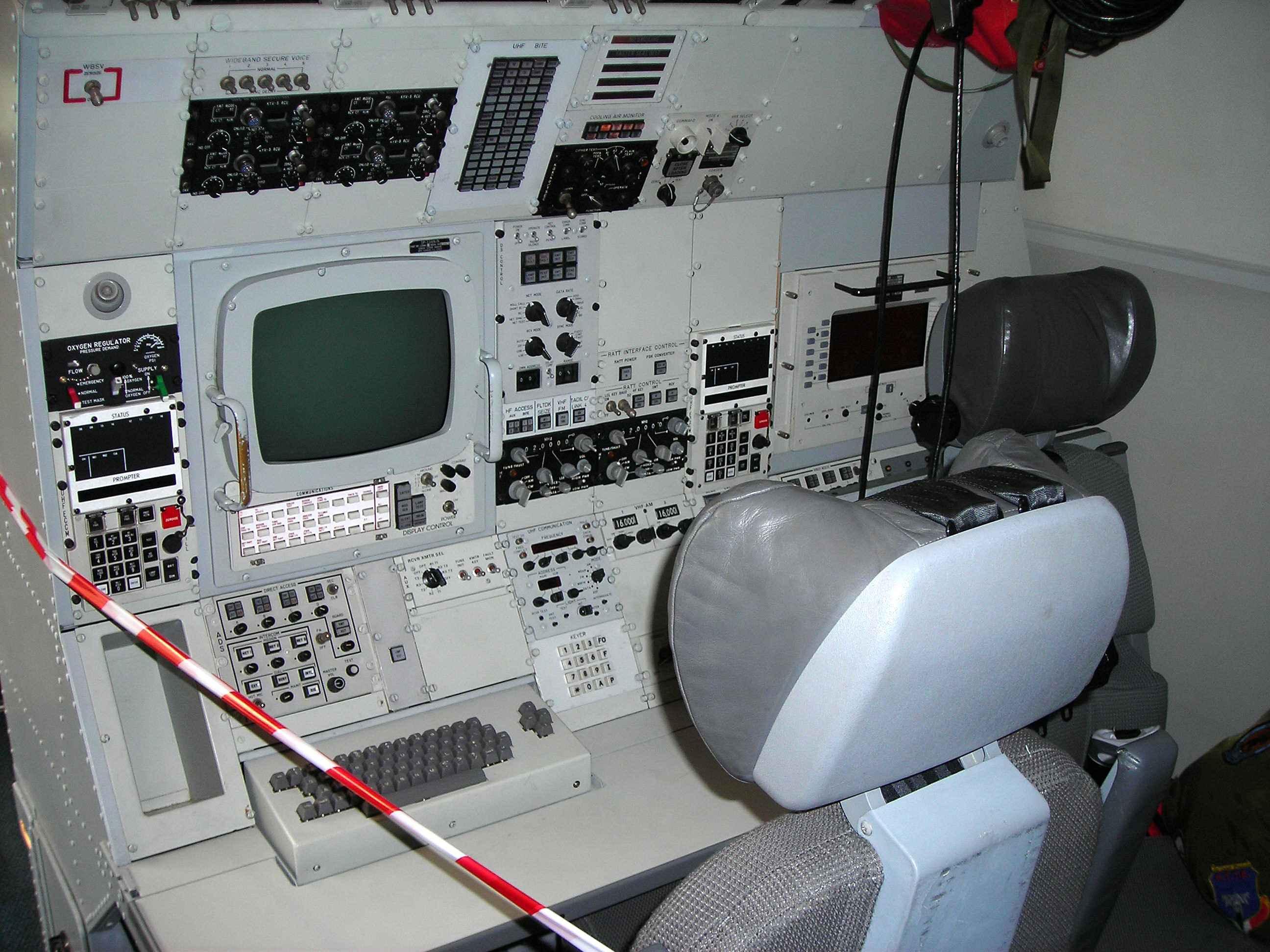
Das Mid-Term Programme sah auch die Modernisierung der Benutzerschnittstellen und Terminals vor

Nach dreijähriger Planung leitete die NAPMO 1997 ein mittelfristiges Modernisierungsprogramm (englisch Mid-Term Programme) ein, um die Fähigkeiten der NE-3A weiter auszubauen und den Anforderungen der folgenden Jahre gerecht werden zu können. Dazu zählte eine Studie des NATO-Militärausschusses aus dem Jahre 1994 vor allem die Veränderungen des geopolitischen Umfeldes, die laufende Weiterentwicklung des Air Command and Control System (ACCS; ein NATO-Programm zur Ablösung der alten Luftüberwachungs- und führungssysteme Europas bis 2009), die steigenden Anforderungen an die Überwachungs- und Führungskapazitäten der NE-3As sowie die erforderliche Modernisierung verschiedener Systeme zur Vermeidung von Veralterungserscheinungen. Der Nordatlantikrat beauftragte die NAPMO im November 1994 mit der Durchführung dieses Programms, das weitere 1,6 Milliarden US-Dollar kosten sollte. Diese Einzelsatz-Kampfwertsteigerung bestand aus neun integrierten Systemverbesserungen sowie der Einrichtung moderner und erweiterbarer Softwarestrukturen.
Das Mid-Term Programme umfasste unter anderem folgende Punkte:
- Verbesserte Benutzerschnittstellen für eine einfachere und intuitive Nutzung der Systeme
- Vernetzung aller externen und internen Sensorsysteme zur komplexen Darstellung des Umfelds
- Ergänzung von GPS- und inertialen Navigationssystemen (INS)
- Verbesserung des VHF-Funks und der Satellitenkommunikation
- Auswechselung und Verbesserung der Freund-Feind-Erkennungssysteme (englisch identification friend foe, IFF)
- Fünf weitere Terminals zur effektiveren Überwachung und Führung durch die Besatzung (bisher neun Terminals)

Letzteres sollte unter anderem eine bessere Unterstützung der NATO-Eingreiftruppe (NRF) ermöglichen und erweiterte Führungsfähigkeiten im Rahmen des NATO-Transformationsprozesses eröffnen. Die neuen Benutzerschnittstellen und Terminals basieren auf COTS-Lösungen, die vor allem eine einfachere Bedienung, Wartung und Modernisierung ermöglichen sollen.

### Weitere Programmentwicklung
2001 ersetzte die NAPMA zwei veraltete TCAs durch zwei umgerüstete Boeing 707 der deutschen Luftwaffe.
Ein Projekt zur Verbesserung der Kollisionsvermeidungssysteme Airborne Collision Avoidance System (ACAS) und Reduced Vertical Separation Minima wurde 2001 genehmigt und 2004 fertiggestellt.
Bis Ende 2011 wurden die drei TCAs ausgemustert. 2015 und 2018 wurde insgesamt E-3A ausgemustert. Somit betreibt die NATO noch eine E-3A Flotte von 14 Flugzeugen.

### Überlegungen zur Triebwerkumrüstung
Proteste der in der Flugschneise wohnenden Bevölkerung gibt es seit der Wahl des Flughafens bei Geilenkirchen unweit der niederländischen Grenze als Hauptstützpunkt der NATO-AWACS-Flotte. Eine Lösung der Lärmbelästigung stellte sich als besonders kompliziert heraus, da es sich um ein grenzüberschreitendes Problem handelt und die für die zivile Luftfahrt geltenden Emissionsgrenzwerte in der Regel nicht in der militärischen Luftfahrt angewandt werden. Die NATO hatte zwar bereits 1990 empfohlen, soweit möglich die technischen Lösungen der zivilen Luftfahrt zur Emissionsreduzierung zu übernehmen, konnte dies jedoch bei der NE-3A-Flotte noch nicht praktisch umsetzen.
Unabhängig von der weitergeführten Beteiligung am NAEW&C-Programm hat sich die Regierung der Niederlande konsequent gegenüber der NATO für eine Umrüstung der Flugzeugtriebwerke zum Schutz ihrer Bevölkerung vor weiterer Lärmbelästigung eingesetzt. Gemäß Angaben der niederländischen Regierung sollen in den betroffenen Gebieten Emissionen bis zu einer Höhe von 100 Dezibel gemessen worden sein.
Vor dem Hintergrund, dass die NE-3A-Flotte voraussichtlich bis 2035 in Geilenkirchen stationiert sein soll, beschäftigte sich die NAPMO seit einigen Jahren mit dem Thema der Triebwerkumrüstung (englisch re-engining) und ließ Studien zur finanziellen und logistischen Durchführbarkeit anfertigen. Ein konkretes Programm zur Umrüstung wurde nicht eingeleitet, ob dies bis zur Einführung des Nachfolgemusters Boeing 737 AEW&C ab 2031 geschieht, ist derzeit unklar.

## Mitgliedstaaten
Folgende Staaten unterstützen das NATO-AEW&C-Programm:
| - Belgien - Dänemark - Deutschland - Frankreich (Beobachter) - Griechenland - Italien | - Kanada - Luxemburg - die Niederlande - Norwegen - Polen - Portugal | - Rumänien (Beobachter) - Spanien - Türkei - Vereinigtes Königreich (eingeschränkt beteiligt) - Ungarn - Vereinigte Staaten |

Frankreich und Rumänien beteiligen sich ausschließlich als Beobachter. Frankreich verfügt über eine eigene, national geführte E-3F-Flotte, die durch die Beteiligung am NATO-AEW&C-Programm interoperabel mit der NATO-Flotte bleiben soll. Das Vereinigte Königreich ist aufgrund seiner Mitgliedschaft im Air Defence Ground Sites Integration Project nur beschränkt an der NAPMO beteiligt. Die E-3D-Flotte Großbritanniens war jedoch fester Bestandteil der NATO-AEW&C-Einsatzkräfte, wurde aber vollständig von Großbritannien finanziert.
Während Polen und Ungarn nach ihrem Beitritt in die NATO im Jahre 1999 der NAPMO zunächst als Beobachter und anschließend als vollwertige Mitglieder beitraten (Ungarn am 22. November 2005 und Polen am 19. Dezember 2006), verfolgte die Tschechische Republik ihr Interesse an dem NATO-AEW&C-Programm nicht weiter.

### Deutsche Beteiligung
Da bei der Initiierung des Programms die Bundesrepublik Deutschland ein Grenzstaat zum Warschauer Pakt war, legte die Bundesregierung besonderen Wert auf eine effektive Überwachung des Luftraumes dieser Grenze. Somit wurde auch die finanzielle Beteiligung der Bundesrepublik Deutschland als zweithöchster Finanzierungsanteil aller am Programm teilnehmenden Staaten festgelegt: ungefähr 27,15 %. Bis 2006 hat die Bundesrepublik Deutschland das Programm mit 1,6 Milliarden Euro unterstützt.
Durch die veränderte geopolitische Lage und das Wegfallen der unmittelbaren Bedrohung für die Bundesrepublik Deutschland, wird die Höhe des Beitrages auf nationaler Ebene kontrovers diskutiert. Er ist allerdings schon durch das Hinzukommen weiterer Staaten wie Polen und Ungarn prozentual gesunken.
Der hohe Beitrag und die starke Position der Bundesrepublik Deutschland im Planungsstab der NAPO im Jahr 1979, ermöglichten Verhandlungen zwischen den Vereinigten Staaten, Kanada und der Bundesrepublik Deutschland, die dazu führten, dass die Position des General Managers der NAPMA immer an einen deutschen Offizier übergeben wird. Dafür stellen die Vereinigten Staaten und Kanada den Vorsitzenden des NAPMO Board of Directors und den stellvertretenden General Manager der NAPMA. Außerdem einigten sich diese drei Staaten darauf, dass das Kommando der NAEW&C Force Command im Drei-Jahres-Rhythmus abwechselnd an einen amerikanischen oder deutschen Offizier übergeben wird.

## Organisation

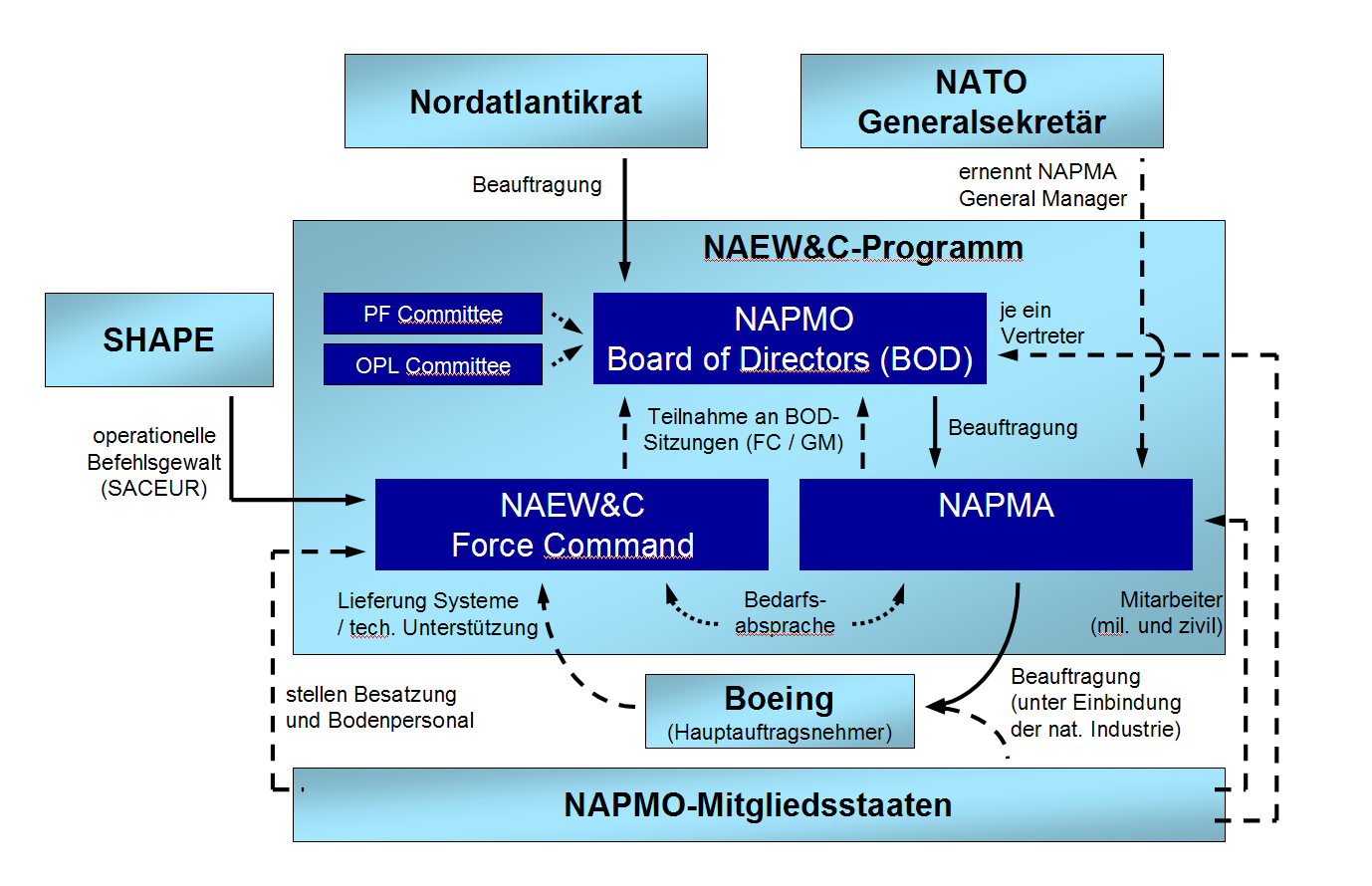
Organigramm des NAEW&C-Programms

Die NAPMO ist in verschiedene Bereiche unterteilt, die für die Planung, Ausführung oder Einsatzführung der NAEW&C-Komponenten verantwortlich sind. Sie alle unterstehen innerhalb dieser Organisation dem NAPMO Board of Directors (BOD, deutsch Aufsichtsrat).

### Board of Directors
Der NAPMO-Aufsichtsrat ist das zentrale Kontroll- und Entscheidungsorgan der Organisation. Der Nordatlantikrat hat es mit weitreichenden Befugnissen zur Durchsetzung des NAEW&C-Programms ausgestattet. Dieses Gremium besteht aus jeweils einem Vertreter der 15 Teilnehmerstaaten. Außerdem nehmen Vertreter des NAEW&C Force Command, der NAPMA und anderer NATO-Einrichtungen wie z. B. der NAMSA (NATO Maintenance and Supply Agency) oder der NACMA (NATO Air Command and Control System Management Agency) ohne Stimmrecht an dessen Sitzungen teil.
Dem NAPMO BOD untersteht die NAPMA und das NAEW&C Force Command. Es trifft sich mindestens zweimal im Jahr und wird von zwei Komitees unterstützt: dem Policy and Finance (PF) Committee (für Rechts-, Vertrags- und Finanzangelegenheiten sowie strategische Planung) und dem Operations, Plans and Logistics (OPL) Committee (für operationelle, technische und logistische Angelegenheiten). Die beiden Komitees bestehen aus Experten der Teilnehmerstaaten. Sie treffen sich in der Regel einige Wochen vor den BOD-Sitzungen, um Empfehlungen für die Entscheidungsfindung des BOD zu erörtern.
Der Vorsitzende des Board of Directors (englisch Chairman) ist direkt dem Nordatlantikrat unterstellt. Dieses Amt wird seit 2007 von Teddy L. Houston ausgeübt.

### NAPMA

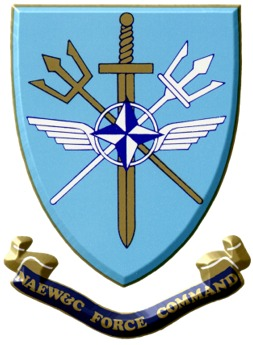
Logo der NATO AEW Force

Die NATO AEW&C Programme Management Agency (NAPMA) ist die ausführende Agentur der NAPMO. Sie verfügt über 133 abgeordnete Militäroffiziere und ziviles Personal aus allen am NAEW&C-Programm teilnehmenden Nationen. Größtenteils ist die NAPMA in Brunssum in den Niederlanden am Sitz des Allied Joint Force Command Brunssum vertreten. Einige Mitarbeiter nehmen auch Aufgaben im Hauptquartier der NATO in Brüssel, im Allied Command Operations (SHAPE) in Mons, in Manching sowie in Boston und Seattle wahr. Die Mitarbeiter in den Vereinigten Staaten erhalten vor allem die enge Zusammenarbeit mit dem Hauptauftragsnehmer Boeing aufrecht.
Die Aufgaben, die die NAPMA durch den NAPMO-Aufsichtsrat erhalten hat, umfassen die gesamte Organisation und Abwicklung des Programms, von der Beschaffung über die Indienststellung bis zur Erhaltung der Flotte und Einrichtungen. Somit ist die NAPMA u. a. für die Planung und Koordination der Beschaffungsstrategie sowie für die Vertragsabwicklung im Zusammenhang mit der Modernisierung der NE-3A-Flotte verantwortlich.
Der NAPMA General Manager (deutsch „Generaldirektor“) ist in Bezug auf die laufende Organisation des Programms dem NAPMO BOD direkt unterstellt und wird vom NATO-Generalsekretär ernannt, der durch einen stellvertretenden General Manager, einen juristischen Berater und einen Innenrevisor unterstützt wird. General Manager der NAPMA ist seit Januar 2025 Brigadegeneral Stefan Neumann. Vorgänger waren unter anderem die Brigadegenerale Michael Gschoßmann, Michael Hain, Ludwig Leinhos und Berndt Glowacki an der Spitze der NATO-Agentur.
Die Organisation ist darüber hinaus in fünf Divisionen (im nichtmilitärischen Sinn) oder Abteilungen untergliedert:
- Die Plans and Evaluation Division ist für den Einsatz der Informationstechnologie, die Unterstützung des NAPMO-Aufsichtsrates, die Planung und Aufgabenstellung neuer Programme und die Verbindung zu externen Organisationen verantwortlich.

- Die Project Implementation Division ist für die Implementierung von Projekten, von der Entwicklung über die Produktion bis zur Umrüstung, verantwortlich und stellt überdies die Abstimmung von Modernisierungsprogrammen mit den militärischen Behörden der NATO sicher.

- Die Contracting, Logistics and Test Division ist für die Auftragsvergabe, für Leistungen gegenüber und Einbindung der Industrie, für Logistik und Konfigurationsmanagement, Systemtest-Abläufe und Qualitätssicherung verantwortlich.

- Das Financial Controller’s Office übernimmt die Aufgaben der Finanzabwicklung und überwacht die Beitragsleistungen der teilnehmenden Nationen, die Finanzplanung und das Budget, führt Kostenanalysen durch und verwaltet das entsprechende Finanzwesen sowie das Rechnungswesen und Reiseaktivitäten.

- Das Personnel and Administration Office ist für alle Personalangelegenheiten zuständig sowie für Sicherheit, Beförderungsmittel und allgemeine Verwaltungs- und Sekretariatsaufgaben.

### NAEW&C Force Command
Das NAEW&C Force Command (NAEW&C FC) ist das militärische Hauptquartier zur Führung der NATO-AWACS-Flotte und hat seinen Sitz am Standort des Supreme Headquarters Allied Powers Europe (SHAPE) bei Mons in Belgien. Der Force Commander (deutsch: „Kommandeur der Einsatzkräfte“) ist direkt dem Supreme Allied Commander Europe (SACEUR) unterstellt, der die übergreifende Befehlsmacht über die NAEW&C-Flotte hält.

## Abkürzungen
| Abkürzung | Bedeutung                                                                 | Erläuterung                                                                          |
| --------- | ------------------------------------------------------------------------- | ------------------------------------------------------------------------------------ |
| AEW       | Airborne Early Warning                                                    | luftgestütztes Frühwarnsystem                                                        |
| AWACS     | Airborne Warning and Control System                                       | Luftgestütztes Frühwarn und Führungssystem auf der Basis eines Radars                |
| FOB       | Forward Operating Base                                                    | Vorgeschobener Stützpunkt                                                            |
| FOL       | Forward Operating Location                                                | Vorgeschobene Unterstützungseinrichtung                                              |
| MOB       | Main Operating Base                                                       | Hauptstützpunkt (Geilenkirchen)                                                      |
| NACMA     | NATO Air Command and Control System Management Agency                     | NATO-Agentur für die Verwaltung der luftgestützten Führungs- und Überwachungssysteme |
| NADGE     | NATO Air Defence Ground Environment                                       | Bodengestütztes Luftverteidigungsnetzwerk der NATO                                   |
| NAEW&C    | NATO Airborne Early Warning and Control                                   | Programm der NATO für ein luftgestütztes Frühwarnsystem                              |
| NAEW&C FC | NATO Airborne Early Warning and Control Force Command                     | militärische Hauptquartier zur Führung der NATO-AWACS-Flotte                         |
| NAMSA     | NATO Maintenance and Supply Agency                                        | Logistische Dienstleistungsorganisation für die NATO-Staaten.                        |
| NAPMA     | NATO Airborne Early Warning and Control Programme Management Agency       | ausführende Agentur der NAPMO                                                        |
| NAPMO     | NATO Airborne Early Warning and Control Programme Management Organisation |                                                                                      |
| NAPMO BOD | NAPMO Board of Directors                                                  | Kontroll- und Entscheidungsorgan der NAPMO                                           |
| NAPO      | NATO AEW&C Programme Office                                               | Ursprünglicher Planungsstab der NATO für das NAEW&C-Programm                         |
| NE-3A     | NATO E-3A                                                                 | NATO-Version des Aufklärungsflugzeuges Boeing E-3A                                   |
| TCA       | Trainer/Cargo Aircraft                                                    | Ausbildungs-/Transportflugzeug, hier auf Basis der Boeing 707-320C                   |

## Verweise